# Sture Sivertsen
Sture Sivertsen (* 16. April 1966 in Levanger) ist ein ehemaliger norwegischer Skilangläufer.
Bei den Olympischen Spielen 1998 in Nagano konnte er mit der norwegischen Staffel den Olympiasieg erringen und damit die Niederlage beim olympischen Staffelrennen 1994 im eigenen Land vergessen machen. In Lillehammer gewann er 1994 neben der Silbermedaille in der Staffel noch Bronze über 50 Kilometer. Im Jahr 1993 wurde er außerdem bei den Skiweltmeisterschaften noch Weltmeister über 10 Kilometer in der klassischen Technik. Dazu kommen drei weitere Weltmeistertitel mit der Staffel.
Im Skilanglauf-Weltcup gewann Sivertsen ein Rennen, in der Saison 1992/93. Darüber hinaus wurde er zweimal Zweiter und sechsmal Dritter.

## Erfolge
Olympische Winterspiele
- 1994 in Lillehammer: Silber mit der Staffel, Bronze über 50 km
- 1998 in Nagano: Gold mit der Staffel

Weltmeisterschaften
- 1993 in Falun: Gold über 10 km, Gold mit der Staffel
- 1995 in Thunder Bay: Gold mit der Staffel
- 1997 in Trondheim: Gold mit der Staffel

Norwegische Meisterschaften
- 1993: Silber über 30 km
- 1994: Gold über 10 km, Silber über 15 km
- 1995: Bronze über 10 km, Bronze über 30 km
- 1996: Bronze über 15 km
- 1997: Gold über 10 km
- 1998: Gold über 30 km

Weltcupsiege im Einzel
| Nr. | Datum            | Ort   | Disziplin         |
| --- | ---------------- | ----- | ----------------- |
| 1.  | 22. Februar 1993 | Falun | 10 km klassisch 1 |

Weltcup-Gesamtplatzierungen
| Saison  | Gesamt | Gesamt | Langdistanz | Langdistanz | Sprint | Sprint |
| Saison  | Punkte | Platz  | Punkte      | Platz       | Punkte | Platz  |
| ------- | ------ | ------ | ----------- | ----------- | ------ | ------ |
| 1989/90 | 8      | 37.    | –           | –           | –      | –      |
| 1990/91 | 45     | 13.    | –           | –           | –      | –      |
| 1991/92 | 20     | 23.    | –           | –           | –      | –      |
| 1992/93 | 285    | 8.     | –           | –           | –      | –      |
| 1993/94 | 289    | 10.    | –           | –           | –      | –      |
| 1994/95 | 110    | 27.    | –           | –           | –      | –      |
| 1995/96 | 158    | 20.    | –           | –           | –      | –      |
| 1996/97 | 345    | 8.     | 100         | 8.          | 155    | 8.     |
| 1997/98 | 196    | 15.    | 73          | 17.         | 123    | 12.    |
| 1998/99 | 72     | 37.    | –           | –           | 72     | 33.    |